# Christoph Friedrich Harpprecht
Christoph Friedrich Harpprecht (* 22. September 1700 in Tübingen; † 4. Juli 1774 ebenda) war ein deutscher Rechtswissenschaftler.

## Abstammung
Christoph Friedrich Harpprecht entstammte einer württembergischen Juristenfamilie. Dessen Stammvater Johannes Christoph Harpprecht (1560–1639) war der Sohn eines gleichnamigen Bauern, der 1564 gestorben war. Das Kind von Johanns Sohn Christoph (1596–1637) war Johann Christoph Harpprecht. Dessen Sohn war Ferdinand Christoph Harpprecht, der wiederum einen Sohn namens Georg Friedrich Harpprecht (1676–1754) hatte. Dieser war der Vater von Christoph Friedrich.

## Leben
Christoph Friedrich Harpprecht wurde am 22. September 1700 in Tübingen geboren. Nachdem er an der Universität Tübingen studiert hatte, sandte ihn Württemberg 1721 zusammen mit Johann Osiander als Sekretär nach England. Nach der Rückkehr wurde er in Tübingen Hofgerichtsadvokat. Im Zuge einer wissenschaftlichen Reise führte es ihn 1724 durch Wetzlar, Wien sowie Straßburg.
Am 3. April 1727 wurde er erster Professor für das württembergische Privatrecht, außerdem hielt er Lesungen. 1729 zum herzoglichen Rat sowie zum Hofgerichtsassessor ernannt, wurde er ein Jahr später Rechts- und Geschichtsprofessor am Fürstenkollegium. Nachdem er zum Doktor promoviert worden war, ernannte ihn die Universität Tübingen 1731 zum ordentlichen Professor der Rechtswissenschaften. Außerdem hielt er Vorlesungen über das württembergische Recht, die Pandekten, die juristische Literaturgeschichte und über das Kriegsrecht.
Am 4. Juli 1774 verstarb Harpprecht.
Harpprecht wurde von Johann August Ritter von Eisenhart als „hochbefähigt“ und „mit ungewöhnlicher Lehrgabe und hinreißender Beredsamkeit ausgerüstet“ beschrieben. Er beschrieb seine Vorlesungen als sehr lebhaft. Andererseits sei er fakultätsinternen Geschäften nicht nachgegangen und habe lässig gehandelt, weshalb er mehrmals von der Fakultät und von dem Senat ausgeschlossen wurde. 1744 wurde er zu einer Geldstrafe von 1000 Talern verurteilt. In jungen Jahren ging es ihm darum, das württembergische Zivilrecht zu überarbeiten. Mit seinem 1727 veröffentlichten Werk sprach er Gedanken über die Sammlung der Landesgesetze, über ein Lehrbuch als auch über ein Kommentar zum württembergischen Bürgerrecht aus. Allerdings habe ihm zur Vervollständigung dieser Ideen Fleiß und Ausdauer gefehlt. Er hatte mehrere Kompendien angekündigt, an Stelle derer verfasste er drei Dissertationen. Diese behandeln das württembergische Partikularrecht und dessen Historik und gelten „immerhin als schätzbare Beiträge“. Weitere wissenschaftliche Werke verfasste Harpprecht nicht, allerdings dichtete er geistliche Lieder.

## Werke
- Consultatio loco programmatis (Tübingen 1727)
- Commentatio de fontibus juris civilis moderni Würtembergici quod in codice legum Johann-Friedericiano continetur (Dissertation, 1727)
- Themata miscellanea ex jure civili moderno Würtembergici (Dissertation, 1727)
- Specimen vindiciarum juris civilis moderni Würtembergici, quod in codice Johann-Friedericiano continetur (Dissertation, 1727)